# お前たちの中に鬼がいる
『お前たちの中に鬼がいる』（おまえたちのなかにおにがいる）は、梅原涼が個人出版で販売した電子書籍小説および、主婦の友社から書籍と電子書籍が刊行された同名の増補改訂版。

## 概要
作者の梅原涼は高校生のころから作家志望で、本作は作者が書いた6つ目の作品であり、大学生だった2005年から1年半かけて執筆された。日本ホラー小説大賞に応募したものの落選する。2012年12月にAmazonの電子書籍個人出版プラットフォームであるKDP日本版において発売した。翌2013年の3月から7月にかけ、一般書籍の電子版に交じりコンスタントにKindle売上ランキング上位100位以内を維持。KDP発の個人出版作としては2013年上期の最多販売部数電子書籍となり、2013年11月に主婦の友社からの書籍化された。ペンネームの梅原は、プロゲーマーの梅原大吾に由来している。

## 登場人物
須永彰（すなが　あきら）
高校教師。本作は須永の一人称視点で描かれる。衝動的に暴力を振るう危険な側面をもつ。吊り上がった細い目をしている。
小坂彩（こさか　あや）
須永にはじめて協力的な姿勢をとった、優等生タイプの高校2年生。髪を後頭部の高いところで束ねている。黒髪だが地味な印象はない。曇りのないホワイトのスカート、淡い水色のニットを身につけている。
仲原瑠夏（なかはら　るか）
高校3年生。性格は従順。赤い眼鏡をかけ、ローゲージのニット帽を被っている。髪はウェーブのかかった肩までのセミロング。襟と裾がレースになったチュニックと、細かくロールアップしたクロップドジーンズ、ヒールの厚いサンダルを身につけている。
浅倉加奈子（あさくら　かなこ）
26歳、無職。ある理由から教師への嫌悪感を持つ。ヘアスタイルは前髪だけが長く、目が隠れがちなショートカット。バンドＴシャツに、丈の短いライダースジャケットを着用。肌に張り付く細身のジーンズを履く。
桜庭マリ（さくらば　まり）
中学生。6人が閉じ込められた施設について、なんらかの情報を知っていると語る。誰かが必ず不幸になってしまうような、悪質ないたずらを好む。清潔そうなセーラー服を着用、顔立ちは西洋人形のように繊細。髪は強く青みがかった黒。
謎の女
23歳。髪は黒く、ロング。黒いワンピースに白いカーディガンを羽織り、灰色のレギンスをはいている。肌が透き通るように白い。殺意をもって須永に襲いかかる。

## 個人出版バージョンと商業出版バージョンの差異

### 個人出版バージョン
Amazon.co.jpの個人出版プラットフォーム、KDP（Kindleダイレクト・パブリッシング）で著者本人が個人出版として刊行した。刊行年月日は2012年12月15日。表紙は著者自身が19世紀の画家アドルフ・モンティセリの風景画を加工して使用。舞台となる「現代」は原著執筆当時の2005年となっていた。
キャラクターのファッションも一部商業版とは異なる。浅倉加奈子は「襟足の一箇所が金色で肩まで伸びたショートカット」「藍色のニットパーカー、ダメージの入ったジーンズ」となっており、仲原瑠夏はチューリップハットを被り、ベルクロのスニーカーを履いていた。
増補改訂版となる商業出版バージョンの刊行に伴い、販売終了済み。

### 商業出版バージョン
ストーリー上の矛盾や描写に関する不整合が修正されたほか、「現代」が商業出版時の2013年になるなど時代設定があらためられるなど、時間軸も一部変更されている。また、本編より前の時代を描いた前日譚「1993年（平成5年）」が収録された。

### スタッフ（商業出版バージョン）
- 装幀：鈴木久美
- 装画：下田ひかり